# Xylostiba
Xylostiba är ett släkte av skalbaggar som beskrevs av Ludwig Ganglbauer 1895. Xylostiba ingår i familjen kortvingar.
Släktet innehåller bara arten Xylostiba monilicornis.